# Batcycle
El Batcycle (llamada Batimoto en algunas traducciones del español) es una motocicleta ficticia usada por el personaje ficticio de DC Comics Batman. Es una versión modificada de una motocicleta Yamaha con 786 litros de motor V-4. Contiene un carburador controlado por un ordenador de la Batcave y una especie de carcasa que la protege de balas.

## Descripción
El diseño de la Batcycle siempre varia dependiendo del medio en el que aparezca. La primera Batcycle tenía la apariencia de una moto Yamaha Catalina, aunque tematizada de Batman, siendo de color negro y con un murciélago rojo (este diseño fue usado para la serie televisiva de 1966). En The Dark Knight se la llama Batpod y su apariencia es muy diferente a la de otras series, consistiendo en una esbelta motocicleta alargada de color negro con dos enormes neumáticos. A diferencia de otras versiones, esta no luce el icono del murciélago.

## Apariciones en otros medios

### Serie televisiva de acción en vivo

#### Batman(serie de TV)
El Batcycle hizo su primera aparición en 1966 en la serie de televisión Batman. Era una Harley-Davidson de 1965 con un carro lateral, pero fue alquilada y solo se usó para el primer episodio de la temporada "Aún no, Él no es".
Más tarde ese año, un nuevo Batcycle fue introducido. Fue producido por Kustomotive, concebido por Dan Dempski, diseñado por Tom Daniel y construido por Dan y Korky Korkes con una Yamaha Catalina 250. Fue arrendado a 20th Century Fox a partir del 18 de abril de 1966 por $ 50 por semana con un costo adicional, $ 350 por adelantado. El nuevo Batcycle se utilizó por primera vez en la película de 1966 Batman y continuó apareciendo en el resto de la serie de televisión. Hubie Kerns y Victor Paul hicieron la mayor parte del trabajo con la motocicleta durante toda la serie. El monto total pagado a Kustomotive fue de $ 2,500. Cuando se canceló la serie, Kustomotive utilizó el Batcycle en exhibiciones de autos, pagando regalías a Greenway, 20th Century Fox y Publicaciones Periódicas Nacionales. Kustomotive construyó cuatro réplicas del Batcycle para tours.
El Sidecar Robin (un desmontable vehículo autopropulsado) fue autenticado por Burt Ward en la serie de televisión de Hollywood Treasure y vendido en una subasta por 30.000 dólares.

### Películas de acción en vivo

#### Batman & Robin
El Batblade es el nombre de una motocicleta especializada utilizada por Batgirl (Alicia Silverstone) en la película de 1997 Batman y Robin. Este vehículo puede funcionar bajo las condiciones climáticas más extremas.
El Batblade se construyó sobre el cuerpo de un corredor de arrastre: el neumático trasero no proviene de una motocicleta, sino de un automóvil. Originalmente, el equipo para actividades rápidas se concibió y, con la ayuda de los efectos especiales, funciona también en condiciones subterráneas suaves y en las condiciones climáticas más extremas.

#### Trilogía de The Dark Knight
El Batcycle es conocido como el Batpod para The Dark Knight (2008) y The Dark Knight Rises (2012). La bicicleta tiene llantas delanteras y traseras de 20 "y está impulsada por un motor monocilíndrico de alto rendimiento, refrigerado por agua, orientado hacia el extremo inferior para una aceleración más rápida y sin tubos de escape: el escape se canaliza a través de la tubería hueca de acero / aluminio / magnesio utilizada para el cuadro de la bicicleta. El Batpod es dirigido por los hombros en lugar de las manos, y los brazos del ciclista están protegidos por escudos. A 3½ pies de distancia a cada lado del tanque, sobre el cual se encuentra el jinete, boca abajo. El ruido del motor se diseñó alrededor del Tono de Shepard, para el que los efectos de sonido provienen, en parte, del sonido del motor eléctrico del Tesla Roadster. El Batpod expulsa fuera del extremo frontal del Batmobile, con las ruedas delanteras del vaso se conviertan en las ruedas delanteras y traseras del Batpod. Debido a que se le ordena al Tumbler que se autodestruya, el Batpod le permite a Batman continuar su búsqueda. Para la película, la bicicleta está armada con garfios, cañones y ametralladoras. Se construyeron seis modelos para la producción de la película para anticipar que algunos de ellos se estrellarían. Una secuencia de acción en la película muestra las ruedas rodando en contra de sus ejes normales, aparentemente para mayor estabilidad en giros bruscos u otras maniobras. Esto también permite cambios instantáneos en la dirección: si el conductor se acerca a una pared, el bastidor central del Batpod girará para mantener al conductor en posición vertical (la inspiración de esta útil característica del chasis puede haber sido la innovadora configuración de la rueda en una Plataforma Killough para que sea completamente móvil chasses). El chasis del Batpod también se alarga, lo que permite que el ciclista pase por debajo de los obstáculos que cuelgan, como cuando Batman hace alarde debajo de un tractor remolque, el Joker está conduciendo. El término "Batpod" es mencionado por Alfred Pennyworth solo una vez en la película. 
El Batpod se usa de nuevo en The Dark Knight Rises (2012). Al principio, sirve como vehículo principal de Batman. Más tarde, Selina Kyle usa el Batpod durante la batalla final contra las fuerzas de Bane por el destino de Gotham. Batman usa el Bat para luchar contra los Tumblers robados de Bane desde el aire, mientras que Selina usa el Batpod para abrir un túnel para permitir que los civiles de Gotham escapen, dispare a Bane y destruya al menos dos de los Tumblers de Bane mientras rastrean la bomba nuclear que Bane y Talia al Ghul pretenden utilizar para destruir la ciudad. Durante la filmación el 9 de agosto de 2011, un actor de dobles chocó con una cámara IMAX mientras filmaba una escena de persecución en la que estaba involucrado el Batpod de Kyle.

#### Universo extendido de DC
El Batcycle aparece en The Flash.

#### The Batman
El Batcycle es el modo de transporte más elegante de Batman y es perfecto para correr por las calles de Gotham a velocidades vertiginosas. A lo largo de la película, Batman tenía una segunda motocicleta principal, denominada Drifter Motorcycle. Este es utilizado principalmente por Wayne en su atuendo civil Drifter, mientras que Wayne usa el Batcycle como Batman. Usó su motocicleta Drifter para espiar a Selina Kyle, durante su investigación sobre el asesino en serie, conocido como "The Riddler". Después de la derrota de Riddler, Batman usaría la Batmoto para visitar a Selina Kyle en la tumba de su madre. Luego dejaría la tumba en la Batmoto y seguiría a Selina en su motocicleta hasta que se fueran en direcciones separadas.

### Televisión animada

#### Universo animado de DC
El Batcycle fue uno de los muchos vehículos utilizados por Batman y Robin en Batman: la serie animada. El Batcycle fue diseñado para parecerse a los otros vehículos de Batman, el Batmobile, el Batwing y el Batboat. Batman lo usaría en ciertos episodios, como lo haría Robin. Quizás la parte más importante que jugó el Batcycle en la serie fue en la película Batman: la máscara del fantasma, donde Batman saltó del Batcycle para chocar contra un fanático gigante que estaba siendo controlado por el Joker. El Batcycle vio un poco más de uso de Robin, particularmente en el episodio "Robin Reckoning". Robin continuaría usando una variación del Batcycle en temporadas posteriores después de haberse convertido en Nightwing. Batman siempre se puso un casco, modelado para acomodar las orejas de su capucha, antes de conducir el Batcycle.

#### The Batman
El Batcycle solo hace unas pocas apariciones en The Batman. El primero está en el episodio, "El gato y el murciélago", en el que Catwoman roba el cinturón utilitario de Batman y, sin darse cuenta, envía el Batmóvil fuera de control en el piloto automático. Batman usa el Batcycle para ponerse al día y recuperar el otro vehículo. La segunda aparición de Batcycle en el programa se encuentra en el episodio "RPM". El Batmóvil se destruye durante la persecución de Gearhead, y Batman debe usar el Batcycle para continuar la batalla contra el villano cuando el Batmobile reconstruido no esté completamente operativo a tiempo. El Batcycle termina destruido después de que Gearhead infecte su sistema computarizado con un virus de nanotecnología durante este mismo episodio.
Robin usa una variación del Batcycle que presenta sus propios colores en The Batman. Robin también tiene una bicicleta de estilo similar en la serie animada Teen Titans.

### Videojuegos
- Batman y Robin (Robin conduce el Redbird, y Batgirl conduce el Batblade)
- Batman: Rise of Sin Tzu (el Batcycle y el ciclo Nightwing son modelos 3D que se pueden desbloquear en la sala de trofeos)
- Lego Batman: el videojuego
- Lego Batman 2: DC Super Heroes
- The Dark Knight (cancelado)

### Juguetes
Art Asylum creó una versión de juguete del Batcycle para C3 Sets Wave 2 de Minimates en 2005. LEGO emparejó el Batcycle con el "Hammer Truck de Harley Quinn" para su línea LEGO Batman . En 2008, la línea Hot Wheels de Mattell lanzó una escala 1/50 del Batcycle de 1966, y en 2009 lanzó una escala 1/12 del mismo modelo. Ambos presentaban sidecars desmontables. También se espera una versión 'Elite' mejorada del modelo 1/12, con aún mayor detalle. El Batblade también se ha mencionado como candidato para la serie 2010 de 1/50 Bat-vehículos.